# مسجد سروشبادران
این مسجد منتسب به صفویه نیست بلکه آتشکده ایست که شاپور دوم بنا نهاد و طبق معمول آن را تبدیل به مسجد کردند

## مسجد جامع روستای سروشبادران
مسجد جامع سروشبادران مربوط به دوره صفوی است و در شهرستان اصفهان، روستای سروشبادران واقع شده و این اثر در تاریخ ۱۰ خرداد ۱۳۸۲ با شمارهٔ ثبت ۹۰۶۲ به‌عنوان یکی از آثار ملی ایران به ثبت رسیده است.
این مسجد بنابر نظر لطف‌الله هنرفر از آثار دورهٔ صفویه می‌باشد، که برای توضیح بیشتر در این باره متن کتاب در ادامه بیان می‌شود. «اکنون (سروش بادران) آثار قابل ملاحظه‌ای ندارد بغیر از مسجد سرشفادران که بفحوای کتیبه آن در دوره شاه طهماسب اول بوسیله محمد سرشفادرانی در سال ۹۷۶ هجری بنا شده کتیبه سر در مسجد که قسمتی از کاشیهای انتخاب آن از بین رفته بخط ثلث با کاشی لاجوردی بر زمینه آجری بشرح زیر است: در ایام خلافت سلطان الاعظم نیز اوج فیض و کرم اختر برج مکارم ونعم السلطان بن السطان ابوالمظفر شاه طهماسب بهادرخان خلدالله ملکه بنا نمود این مسجد را ابن یوسف محمد سروشفادرانی اتمام دادسنه ۹۷۶....»
بخط میر علی بنا.
در قسمت فوقانی دواسپر طرفین سردر در دولوحه بخط آجری بر زمینهٔ کاشی لاجوردی نوشته شده:
بعون ولی داد این زیب را میر محمد ابن میر علی
صحن مسجد کوچک است و آثار قابل ملاحظه‌ای ندارد ولی در مسجد قدیمی است و بخط ثلث برجسته این شعر بر آن نقش بسته است:
محمد عربی ابروی هر دو سرای/
که هرکه خاک درش نیست خاک برسراو/
شنیده ام که تکلم نمود همچو مسیح/
بدین حدیث لب لعل روحپرور او/
که من مدینهٔ علمم علی در اس مرا/
عجب خجسته حدیثیست من سگِ درِ او/.
```
2
```

همانگونه گذشت داخل مسجد آثار قابل ملاحظه‌ای ندارد جز یک سنگ آب قدیمی که عمر آن به عمر مسجد می‌رسد. این سنگاب ساده و بدون طرح است و هیچ کتیبه‌ای بر روی آن وجود ندارد. کاربردی که سنگاب داشته‌است بدین قرار است: «در ایران بعد از اسلام سقاخانه و سنگاب و هر وسیلهٔ دیگری که مردم تشنه را سیراب نماید، تقدس داشته است. مردم خیر اندیش ابتدا ظروف پرآب را روی زمین و در هوای آزاد و سایه درختان کهن و طاق نماها قرار می‌دادند تا تشنگان آبی بنوشند و سیراب شوند. تشنگان نیز از سیراب شدن اسلامی بر حسین بن علی (ع) و اهل بین او می‌فرستادند. 3» و تاریخچه استفاده از آن به زمان صفویه بر می‌گردد.
مردم در مورد این سنگاب داستانی را نقل می‌کنند که جالب است: آن‌ها می‌گویند که در گذشته دزدی برای غارت این سنگاب وارد مسجد می‌شود که یک مار بزرگ به دزد حمله می‌کند اهالی عقیده دارند که این مار از این سنگاب محافظت می‌کند.
لازم به توضیح است، سروش بادران از روستاهای استان اصفهان است که «در عرض جغرافیایی ۳۲ درجه و طول جغرافیایی ۴۱ درجه قرار دارد1». روستا هم‌اکنون در ۱۵ کیلومتری شرق اصفهان قرار دارد